# Ignacy Radliński
Ignacy Józef Eligiusz Radliński (ur. 13 grudnia 1843 w Dubnie na Wołyniu, zm. 13 sierpnia 1920 w Warszawie) – polski religioznawca, filolog klasyczny, historyk, krytyk biblijny, orientalista. Ojciec Heleny Boguszewskiej.

## Życiorys
Urodził się w zubożałej polskiej rodzinie szlacheckiej. Zajmował się m.in. historią religii ludów semickich oraz badaniami nad początkami chrześcijaństwa i nad historycznością Jezusa. Po ukończeniu filologii klasycznej na uniwersytecie w Kijowie był nauczycielem języków klasycznych warszawskiego gimnazjum. W latach 1909–1919 współdziałał w prowadzeniu Gimnazjum Mariana Rychłowskiego. W latach 1906–1907 i 1915–1918 wykładowca historii religii na Wydziale Humanistycznym Towarzystwa Kursów Naukowych w Warszawie. Jeden z twórców polskiego religioznawstwa. Pochowany został na cmentarzu Powązkowskim (kwatera 327-6-29).

## Twórczość
Napisał m.in. zarysy literatur egipskiej, babilońsko-asyryjskiej, epigrafiki kanaańskiej, literatury hebrajskiej i perskiej w zbiorowych Dziejach literatury powszechnej (t. I, 1880), charakterystykę początków średniowiecza (tamże, tom II, 1887), Słownik narzeczy ludów kamczackich (1891–1894, 5 t.), Apokryfy judaistyczno-chrześcijańskie, księga wstępna do literatury apokryficznej w Polsce (1905), Dzieje jednego Boga (1905), Dwa dokumenty ludzkości (Dziesięcioro przykazań Bożych i deklaracja praw człowieka) (1907), Na przełomie dziejowym. Początki piśmiennictwa judaistyczno-chrześcijańskiego (1907), Dzieje jednego z synów bożych (1908), Spinoza. Rzecz historyczno-społeczna (1910), Apokryfy judaistyczno-chrześcijańskie w polskich przeróbkach (1911), Katolicyzm, modernizm i myśl wolna (1912), Mężczyzna a kobieta (1918, studium historyczno-socjologiczne), Jehowa. Mrok średniowiecza i król pruski, Wilhelm II (1919), Dzieje trzech osób w jednym Bogu (1915), Przeszłość w teraźniejszości. Zbiór dociekań i rozważań społeczno-naukowych (1901).